# Playoffs NBA 1951
Navigation
Playoffs 1950 Playoffs 1952
Les playoffs NBA 1951 sont les playoffs de la saison NBA 1950-1951. Ils se terminent sur la victoire des Royals de Rochester face aux Knickerbockers de New York 4 matchs à 3 lors des finales NBA.

## Fonctionnement
Dans chaque division, les quatre meilleures équipes sont qualifiées pour les playoffs au terme de la saison régulière. Les équipes qualifiées à l'Est sont :
1. les Warriors de Philadelphie
2. les Celtics de Boston
3. les Knickerbockers de New York
4. les Nationals de Syracuse

Les équipes qualifiées à l'Ouest sont :
1. les Lakers de Minneapolis
2. les Royals de Rochester
3. les Pistons de Fort Wayne
4. les Olympians d'Indianapolis

Le premier de la division affronte dans une série au meilleur des trois matchs le quatrième, tandis que le deuxième joue contre le troisième, toujours au meilleur des trois matchs. À l'intérieur de chaque division, les deux gagnants de ces séries s'affrontent au meilleur des cinq matchs afin de désigner l'équipe qui disputera les finales NBA. Ces finales sont jouées au meilleur des sept matchs.

## Classements en saison régulière
| Champion de division | Qualifié pour les playoffs | Éliminé des playoffs |

| Division Est             | V  | D  | PCT   | GB   |
| ------------------------ | -- | -- | ----- | ---- |
| Warriors de Philadelphie | 40 | 26 | 60,6% | -    |
| Celtics de Boston        | 39 | 30 | 56,5% | 2.5  |
| Knicks de New York       | 36 | 30 | 54,5% | 4    |
| Nationals de Syracuse    | 32 | 34 | 48,5% | 8    |
| Bullets de Baltimore     | 24 | 42 | 36,4% | 16   |
| Capitols de Washington   | 10 | 25 | 28,6% | 14.5 |

| Division Ouest           | V  | D  | PCT  | GB |
| ------------------------ | -- | -- | ---- | -- |
| Lakers de Minneapolis    | 44 | 24 | .606 | -  |
| Royals de Rochester      | 41 | 27 | .565 | 3  |
| Pistons de Fort Wayne    | 32 | 36 | .545 | 12 |
| Olympians d'Indianapolis | 31 | 37 | .485 | 13 |
| Blackhawks de Tri-Cities | 25 | 43 | .364 | 19 |

## Tableau
|  | Demi-finales de Division | Demi-finales de Division | Demi-finales de Division |                     |   | Finales de Division   | Finales de Division | Finales de Division |  |  | Finales NBA | Finales NBA        | Finales NBA |
|  |                          |                          |                          |                     |   |                       |                     |                     |  |  |             |                    |             |
|  | 1                        | Warriors de Philadelphie | 0                        |                     |   |                       |                     |                     |  |  |             |                    |             |
|  | 4                        | Nationals de Syracuse    | 2                        |                     |   |                       |                     |                     |  |  |             |                    |             |
|  | 4                        | Nationals de Syracuse    | 2                        |                     | 4 | Nationals de Syracuse | 2                   |                     |  |  |             |                    |             |
|  | Division Est             |                          |                          |                     | 4 | Nationals de Syracuse | 2                   |                     |  |  |             |                    |             |
|  |                          |                          | 3                        | Knicks de New York  | 3 |                       |                     |                     |  |  |             |                    |             |
|  | 3                        | Knicks de New York       | 3                        | Knicks de New York  | 3 | 2                     |                     |                     |  |  |             |                    |             |
|  | 3                        | Knicks de New York       |                          |                     |   | 2                     |                     |                     |  |  |             |                    |             |
|  | 2                        | Celtics de Boston        | 0                        |                     |   |                       |                     |                     |  |  |             |                    |             |
|  |                          |                          |                          |                     |   |                       |                     |                     |  |  | E3          | Knicks de New York | 3           |
|  |                          |                          | O2                       | Royals de Rochester | 4 |                       |                     |                     |  |  |             |                    |             |
|  | 1                        | Lakers de Minneapolis    | 2                        |                     |   |                       |                     |                     |  |  |             |                    |             |
|  | 4                        | Olympians d'Indianapolis | 1                        |                     |   |                       |                     |                     |  |  |             |                    |             |
|  | 4                        | Olympians d'Indianapolis | 1                        |                     | 1 | Lakers de Minneapolis | 1                   |                     |  |  |             |                    |             |
|  | Division Ouest           |                          |                          |                     | 1 | Lakers de Minneapolis | 1                   |                     |  |  |             |                    |             |
|  |                          |                          | 2                        | Royals de Rochester | 3 |                       |                     |                     |  |  |             |                    |             |
|  | 2                        | Royals de Rochester      | 2                        | Royals de Rochester | 3 | 2                     |                     |                     |  |  |             |                    |             |
|  | 2                        | Royals de Rochester      |                          |                     |   | 2                     |                     |                     |  |  |             |                    |             |
|  | 3                        | Pistons de Fort Wayne    | 1                        |                     |   |                       |                     |                     |  |  |             |                    |             |

## Scores

### Demi-finales de Division

#### Division Est
- Nationals de Syracuse - Warriors de Philadelphie 2-0
  - 20 mars : Syracuse @ Philadelphia 91-89 (après prolongation)
  - 22 mars : Philadelphia @ Syracuse 78-90

- Knickerbockers de New York - Celtics de Boston 2-0
  - 20 mars : New York @ Boston 83-69
  - 22 mars : Boston @ New York 78-92

#### Division Ouest
- Lakers de Minneapolis - Indianapolis Olympians 2-1
  - 21 mars : Indianapolis @ Minneapolis 81-95
  - 23 mars : Minneapolis @ Indianapolis 88-108
  - 25 mars : Indianapolis @ Minneapolis 80-85

- Royals de Rochester - Pistons de Fort Wayne 2-1
  - 20 mars : Fort Wayne @ Rochester 81-110
  - 22 mars : Rochester @ Fort Wayne 78-83
  - 24 mars : Fort Wayne @ Rochester 78-97

### Finales de Division

#### Division Est
- Knickerbockers de New York - Nationals de Syracuse 3-2
  - 28 mars : Syracuse @ New York 92-103
  - 29 mars : New York @ Syracuse 80-102
  - 31 mars : Syracuse @ New York 75-97
  - 1er avril : New York @ Syracuse 83-90
  - 4 avril : Syracuse @ New York 81-83

#### Division Ouest
- Royals de Rochester - Lakers de Minneapolis 3-1
  - 29 mars : Rochester @ Minneapolis 73-76
  - 31 mars : Rochester @ Minneapolis 70-66
  - 1er avril : Minneapolis @ Rochester70-83
  - 3 avril : Minneapolis @ Rochester 75-80

### Finales NBA
- Royals de Rochester - Knickerbockers de New York 4-3
  - 7 avril : New York @ Rochester 65-92
  - 8 avril : New York @ Rochester 84-99
  - 11 avril : Rochester @ New York 78-71
  - 12 avril : Rochester @ New York 73-79
  - 15 avril : New York @ Rochester 92-89
  - 18 avril : Rochester @ New York 73-80
  - 21 avril : New York @ Rochester 75-79